# Henrik V., kralj Francuske
Henrik V. (Pariz, 29. rujna 1820. -  dvorac Frohsdorf, Austrija, 24. kolovoza 1883., ), kralj Francuske i Navarre od 2. – 9. kolovoza 1830.
Puno ime - Henri-Charles-Ferdinand-Marie-Dieudonné de Bourbon-Artois, duc de Bordeaux, comte de Chambord
Tijekom srpanjske revolucije 1830. godine najprije kraljevi Karlo X., potom dvadeset minuta kasnije i Luj XIX. su potpisali svoje abdikacije. Kako Luj XIX. nije imao svoje djece on je abdicirao u korist Henrika V. svoga nećaka.
Na vijest o pravno valjanoj abdikaciji u njegovu korist on je automatski bio proglašen kraljem Francuske i Navarre čemu su se žestoki usprotivili revolucionari. Tijekom sedam dana manipulacija unutar parlamenta pod kontrolom pobunjenika donesena je retroaktivna, u prijevodu legalno nevažeća odluka da je abdikacija Luja XIX. važeća, ali da je njegovo prenošenje krune na svog najbližeg krvnog nasljednika nevažeće. Ta pravna šuć-muć odluka je zapečaćena proglašenjem Luja Filipa novim kraljem.
Poslije pada drugog francuskog carstva 1871. godine Henriku V. je bila ponuđena kruna za čije primanje on u tipično glupom stilu posljednjih Bourbona postavlja ultimatum državi da ona promjeni zastavu ili on neće biti kralj. Pošto mu je taj ultimatum odbijen, Henrik V. je odbio primiti krunu.
Kada je kruna potvrđena ili ponuđena trojici monarha iz jedne dinastije u roku kraćem od 50 godina i oni to odbiju onda realno niti ta dinastija više nema prava na krunu. S njegovim odbijenim ultimatumom dolazi do ukidanja Francuske monarhije.
| Prethodnik Luj XIX. | Kralj Francuske | Nasljednik Luj-Filip |

## Poveznice
- Popis francuskih vladara